# 橋谷能理子
橋谷 能理子（はしたに のりこ、1961年12月7日 - ）は、日本のフリーキャスター、コミュニケーション講師、日本語講師、東京女子大学非常勤講師。

## 来歴
香川県高松市出身。弟がいる。香川県立高松高等学校、東京女子大学文理学部英米文学科卒業後、1984年4月、就職活動時に出版業界とテレビ静岡の内定を貰い、自身がやりたいことができると考えたテレビ静岡に入社。
1年半後の1985年9月にテレビ静岡を退社。フリーとなり、ニュースステーションのアシスタントキャスター、リポーターを担当。1989年から『サンデーモーニング』のキャスターとなり、現在所属している三桂所属となる。
現在、三桂が開校したキャスター＆アナウンサー養成スクールSankei Media Academyの校長を務める。
2016年に立教大学で兼任講師として教鞭を執ったコミュニケーション講座が好評を得て、講義をまとめた「伝わる力」をプレジデント社より出版。
2017年前期は専修大学、後期は母校、東京女子大学で非常勤講師として、メディアやコミュニケーションを教える。
現役のキャスターとして活動しながら、講演会やセミナー、役員・中間管理職・新人研修向け企業研修も行う。2018年の春にも再び立教大学で教鞭を執る。
2018年12月25日に父親を84歳で失う。
現在は、母校の東京女子大学非常勤講師、100周年記念祝賀会時には司会も担当。
まぐまぐ!で無料のメールマガジン「キャスター橋谷能理子のメルマガ“3分!コミュニケーション塾”」をほぼ月1回、書いている。
2023年3月26日の放送をもって『サンデーモーニング』のキャスターを降板。
2023年3月をもって、所属していた株式会社三桂を退所。
2023年11月、東京・荻窪にブックカフェ「COTOCOTO」をオープン。

## 人物
- 2006年12月には日本語教育能力検定試験に合格し、都立日本語学校で日本語教師[11]・コミュニケーション講師としてセミナーや講座などでも活動している。
- 「どうしても相手の目を見て話ができない」という相談に対しては「眉間を見るといい」とアドバイスしている[12]
- サンデーモーニングのスタッフと共にロックに行ったりもする[13]
- 日韓問題や尖閣諸島問題を伝えながら、人として向き合えば築ける信頼関係が、なぜ国同士だとうまくいかないのかと残念な気持ちになると語っている[14]。

## 出演
報道・情報番組
| 期間                 | 期間                 | 番組名                             | 役職                         | 備考                                                                           |
| -------------------- | -------------------- | ---------------------------------- | ---------------------------- | ------------------------------------------------------------------------------ |
| 1985年10月           | 1986年3月            | ニュースステーション（テレビ朝日） | スタジオサブキャスター       | スタジオサブキャスター降板後は、兼務していたお天気キャスターやレポーターに専任 |
| 1987年10月           | 1988年9月            | おはよう!CNN（テレビ朝日）         | アシスタント                 | 平日での担当                                                                   |
| 1988年10月           | 1989年3月            | テレポートTBS6（TBS）              | メインキャスター             | 18時台前半のローカルニュース番組として放送                                     |
| 1989年4月2000年4月   | 1996年頃2023年3月    | サンデーモーニング（TBS）          | サブキャスター               | 産前産後休業で一時降板、2022年4月からは兼務していたコーナーキャスターに専任    |
| 1994年4月            | 2002年9月            | ナビゲーター（テレビ東京）         | 進行役                       |                                                                                |
| 2000年7月6日         | 2004年3月25日        | 2時ドキッ!（関西テレビ）           | 木曜日メインパーソナリティー |                                                                                |
| 2012年7月2日・7月5日 | 2012年7月2日・7月5日 | 5時に夢中!（TOKYO MX）             | ゲスト出演                   |                                                                                |

その他
- 紺野美沙子の科学館（テレビ朝日）
- 明日への架け橋（朝日ニュースター）
- たびカフェ!（BS-TBS、2011年8月 - 10月）
- 関口宏の風に吹かれて（2013年6月25日、BS-TBS）

ラジオ
- デイズクリップ (TOKYO FM)